# Sindred de Tolède
Sindred, Sindered ou Sinderède (en latin Sind(e)redus, en espagnol Sind(e)redo) est un prélat de l'Espagne wisigothique qui fut au début du VIIIe siècle, archevêque de Tolède, capitale du royaume wisigoth.
Il succède, à la fin du règne du roi Wittiza (702-710), à Gondéric, au plus tard en 710. Débauché, il aurait punit rigoureusement plusieurs ecclésiastiques qui avaient reproché à Wittiza sa tyrannie et sa vie dissolue.
Sindred est peut-être évincé par le nouveau roi Rodéric qui s'était emparé du pouvoir en 711, et semble avoir fui en Italie lors de l'invasion musulmane et la déroute de l'armée wisigothe (été 711). Il participe en 721 au concile de Rome, convoqué par le pape Grégoire II et souscrit avec le titre d'episcopus ex Hispania.
Sunired lui succède.